# Malcolm Spence (południowoafrykański lekkoatleta)
Malcolm Clive Spence (ur. 4 września 1937 w Johannesburgu, zm. 30 grudnia 2010 w Howick) – południowoafrykański lekkoatleta specjalizujący się w długich biegach sprinterskich, brązowy medalista letnich igrzysk olimpijskich w Rzymie (1960) w biegu na 400 metrów.

## Sukcesy sportowe
| Rok  | Miasto    | Zawody                                                 | Konkurencja                                | Wynik                     |
| ---- | --------- | ------------------------------------------------------ | ------------------------------------------ | ------------------------- |
| 1956 | Melbourne | letnie igrzyska olimpijskie                            | bieg na 400 m                              | 6. miejsce                |
| 1958 | Cardiff   | igrzyska Imperium Brytyjskiego i Wspólnoty Brytyjskiej | sztafeta 4 x 440 jardów bieg na 440 jardów | złoty medal srebrny medal |
| 1960 | Rzym      | letnie igrzyska olimpijskie                            | bieg na 400 m sztafeta 4 x 400 m           | brązowy medal 4. miejsce  |

## Rekordy życiowe
- bieg na 400 m – 45,5 – 1960 (rekord RPA do 1983 r.)